# Tom Ashley (zeiler)
Thomas John Mitchell (Tom) Ashley (Auckland, 11 februari 1984) is een Nieuw-Zeelands zeiler.
Ashley eindigde als tiende tijdens de Olympische Zomerspelen 2004 in de Mistral. Na deze spelen verloor de Mistral surfplank zijn Olympische status aan de RS:X klasse.
In de RS:X werd Ashley in 2008 olympisch en wereldkampioen.

## Resultaten

### Wereldkampioenschappen
| Jaar | Plaats   | Resultaten |
| ---- | -------- | ---------- |
| 2006 | Torbole  | RS:X       |
| 2008 | Auckland | RS:X       |

### Olympische Zomerspelen
| Jaar | Plaats | Resultaten  |
| ---- | ------ | ----------- |
| 2004 | Athene | 10e Mistral |
| 2008 | Peking | RS:X        |

1984: Stephan van den Berg ·
1988: Bruce Kendall ·
1992: Franck David ·
1996: Nikolaos Kaklamanakis ·
2000: Christoph Sieber ·
2004: Gal Fridman ·
2008: Tom Ashley ·
2012: Dorian van Rijsselberghe ·
2016: Dorian van Rijsselberghe ·
2020: Kiran Badloe ·
2024: Tom Reuveny